# Корбаска (комуна)
Корбаска (рум. Corbasca) — комуна у повіті Бакеу в Румунії. До складу комуни входять такі села (дані про населення за 2002 рік):
- Бечою (2051 особа)
- Вилчеле (630 осіб)
- Корбаска (787 осіб)
- Марвіла (624 особи)
- Поглец (68 осіб)
- Рогоаза (362 особи)
- Скерішоара (843 особи)

Комуна розташована на відстані 221 км на північ від Бухареста, 36 км на південний схід від Бакеу, 101 км на південь від Ясс, 117 км на північний захід від Галаца, 138 км на північний схід від Брашова.

## Населення
За даними перепису населення 2002 року у комуні проживали 5365 осіб.
Національний склад населення комуни:
| Національність | Кількість осіб | Відсоток |
| -------------- | -------------- | -------- |
| румуни         | 3665           | 68,3%    |
| цигани         | 1700           | 31,7%    |

Рідною мовою назвали:
| Мова      | Кількість осіб | Відсоток |
| --------- | -------------- | -------- |
| румунську | 3767           | 70,2%    |
| циганську | 1597           | 29,8%    |
| угорську  | 1              | < 0,1%   |

Склад населення комуни за віросповіданням:
| Релігія                                       | Кількість осіб | Відсоток |
| --------------------------------------------- | -------------- | -------- |
| православні                                   | 5304           | 98,9%    |
| старообрядці                                  | 18             | 0,3%     |
| п'ятдесятники                                 | 17             | 0,3%     |
| лютерани (Синодально-пресвітеріанська церква) | 9              | 0,2%     |
| римо-католики                                 | 6              | 0,1%     |